# Гута-Камінська
Гута-Камінська — село в Україні, у Камінь-Каширській громаді Камінь-Каширського району Волинської області. Населення становить 535 осіб.

## Назва
Назва села складається з двох слів "Гута" та прик. "Камінська" згідно дослідженню мовознавця пана В. Лучика:
"Ойконім [Гута] виник семант. способом від апелятива гута в мн. «скляний завод», ст. (XVII ст.) «скляний або металевий завод», яке вважається запозиченням з пол. мови, де huta «скляний або металургійний завод» походить від д.в.нім. hutte, hutta «хата, курінь, халупа; скляний або металургійний завод» [ЕСУМ 1, 628]; пор. ороніми Гута на Івано-Франківщині [Габорак, 109], гідроніми Гута на Львівщині [СГУ, 163] і численні ойконіми Гута або складені назви поселень з цим компонентом у різних обл. України, крім пд.-східних [АТП, 614]."
Прикметник у назві ж "Камінська" відсилає нас до міста Камінь-Каширський. Отже імовірно, Гута-Камінська була започаткована як місце склярства чи металургії безпосередньо приналежне до міста Камінь-Каширський яке в свою чергу початково мало назву Камінь, а прик. Каширський означав приналежність до Кошерського князівства та князів Кошерських осередком яких було нинішнє село Нові Кошари, а тоді "Кошер" неподалік Ковеля.

## Історія
Точний час зуснування села невідомий, імовірно 17 ст. коли активно розвивався промисел. Втім історія села тісно пов'язана з містом Камінь-Каширський та Волинню в цілому. Як і на довколишніх землях до кінця 10 ст. тут мешкали плем'я волинян, згодом з приходом Русі як і вся Волинь стає складовою основою Волинського князівства згодом Волинсько-Галицької держави та Королівства Руси і зрештою частимною Великого князівства Волинського у складі якого буде по 1392 рік, коли за острівською угодою землі потрапили до Литовсько-Руського держави. 
У 14-16 ст. землі Гути-Камінської як і Камінь-Каширська входили до складу удільного князівства Кошерського у складі згодом Волинського воєводства.
По підписанню Люблінської Унії 1-го липня 1569-го року Гута-Камінська як і Камінь-Каширщина з усім Волинським Воєводством складовою якого була потрапила до Корони Польсьокої Речі Посполитої і як більшість руських земель покинула Велике Князівство Литовське та Руське. 
Імовірно в добу Хмельниччини могло бути засноване село, зважаючи на появу подібних ремісничих поселень поруч з містечками у той час.
У жовтні 1795 року Гута-Камінська як і вся Камінь-Каширщина була захоплена Російською Імперією під час останнього 3-го поділу Речі Посполитої таким чином пробувши в складі останньої 226 років. 
У 1906 році село Камінь-Каширської волості Ковельського повіту Волинської губернії. Відстань від повітового міста 51 верст, від волості 5. Дворів 92, мешканців 529.

## Населення
Згідно з переписом УРСР 1989 року чисельність наявного населення села становила 548 осіб, з яких 256 чоловіків та 292 жінки.
За переписом населення України 2001 року в селі мешкали 533 особи.

### Мова
Розподіл населення за рідною мовою за даними перепису 2001 року:
| Мова       | Відсоток |
| ---------- | -------- |
| українська | 98,50 %  |
| російська  | 1,12 %   |
| білоруська | 0,37 %   |